# 김영수 (간도협조회)
김영수(金榮秀, 1907년 2월 6일 ~ 1946년)는 일제강점기 당시 만주 지역에서 언론인 겸 공작원으로 활동했던 인물이다.

## 생애
본적지는 국경 지대인 함경북도 회령군이다. 성장기에 대해서는 알 수 없으나 20대 중반이던 1932년에 훈춘에서 일본어 교사로 재직하고 있었다.
1934년에는 신경일보의 도문지국 기자 겸 간도지구 치안유지회 선무원이 되어 일본 측 선무 공작에 종사하는 언론인으로 활동했다. 같은 해 관동군 헌병대의 밀정 조직인 간도협조회가 출범했을 때는 발기인으로 가담하였으며, 간도협조회 본부에서 통역계 주임으로 근무했다. 1935년부터는 간도협조회 본부 서무장을 겸했고, 나자구공작대 정보원으로도 일했다.
중국 측 기록에 따르면 김영수는 공작원으로 일하면서 1934년 말부터 1935년까지 약 60명의 항일 조직원을 체포해 투항시켰고, 1935년 4월에 공작원 3명을 지휘하여 팔도구에 잠입하여 공산주의 지하 조직을 파괴한 일이 있다. 나자구공작대에서도 지하당 간부들을 유인해 체포하는 공을 세웠다. 1936년 7월 10일에는 일본 정부로부터 훈로 갑(勳勞 甲)을 받았다. 또한 매달 60원의 수당금을 받았고, 일본군 헌병 상등병에 준하는 대우를 받았다.
1936년 간도협조회가 해체되고 만주국 협화회로 개편되자 여기에 가담하여 지금의 룽징 지역인 화룡현에서 사무원으로 근무하였으며, 1939년에는 옌지에서 본부원으로 재직했다. 태평양 전쟁 종전 이후인 1946년 중국 옌지별동대에 체포된 뒤 옌지에서 처형되었다.

## 사후
- 대한민국 친일반민족행위진상규명위원회가 2007년에 발표한 친일반민족행위 195인 명단과 2008년 민족문제연구소가 정리한 친일인명사전 수록예정자 명단에 모두 들어 있다.

## 같이 보기
- 간도협조회
- 만주국협화회

## 참고자료
- 친일반민족행위진상규명위원회 (2009). 〈김영수 (金榮秀)〉. 《친일반민족행위진상규명 보고서 Ⅳ-3》. 서울. 455~463쪽.